# إينا شيفتشينكو
إينا شيفتشينكو (بالأوكرانية: Інна Шевченко)‏ هي ناشطة نسوية وزعيمة الحركة النسائية الدولية فيمن التي غالبًا ما تقوم بتنظيم احتجاجات عادية ضد ما يعتبرونه مظاهر النظام الأبوي وخاصة الدكتاتورية، الدين وكذلك موضوع صناعة الجنس. لدى شيفتشينكو مكانة أعلى مُقارنة بباقي أعضاء المجموعة؛ حيث تزعمّت فيمن وزادت شهرتها عقب تهديدها ومحاولة اغتيالها من المخابرات الروسية عام 2011. نجحت في إثارة الاهتمام داخل أوكرانيا من خلال قطعها بمنشار لصليب مسيحي طوله 4 أمتار في وسط كييف عام 2012.
حصلت شيفتشينكو عام 2013 على حق اللجوء في فرنسا،  ولا زالت ناشطة في فيمن فرنسا -فرع فيمن الأوكرانية- في العاصمة باريس.

## النشأة
وُلدت إينا شيفتشينكو في خيرسون بالقرب من البحر الأسود يوم 23 حزيران/يونيو 1990. كانت إينا في مرحلة الطفولة مثل كل البنات حيث تربت تربية نموذجية حسب ما هو شائع في أوكرانيا. درست العلوم وبدأت شيئا فشيئا تثور ضد والدها الذي كان يشغل منصب ضابطٍ في الجيش. لديها شقيقة أكبر منها سنًّا. في عام 2004؛ فتحت شيفتشينكو عينيها على الثورة البرتقالية التي عصفت بأوكرانيا خلال تلك الفترة. ساهمت الثورة من خلال برامج سياسية وتلفزيونية في التحريض ضد الصحفيين والسياسيين وهذا ما شجعها على دخول مجال حقوق الإنسان. حَضرت جامعة تاراس شفتشينكو الوطنية في كييف من عام 2008 حتى عام 2012 حيث درست الصحافة وتخرجت مع مرتبة الشرف. عُرفت بنشاطاتها الطلابية حيث تزعمت مجموعة من الحركات؛ ساعدها هذا الأمر في الحصول على وظيفة عام 2009 حيث شغلت منصب عمدة في المكتب الصحفي في كييف. تُتقن شيفتشينكو اللغة الروسية،  كما أنها تُجيد الأوكرانية والإنجليزية.

## النشاط المدني

### السنوات المبكرة في أوكرانيا

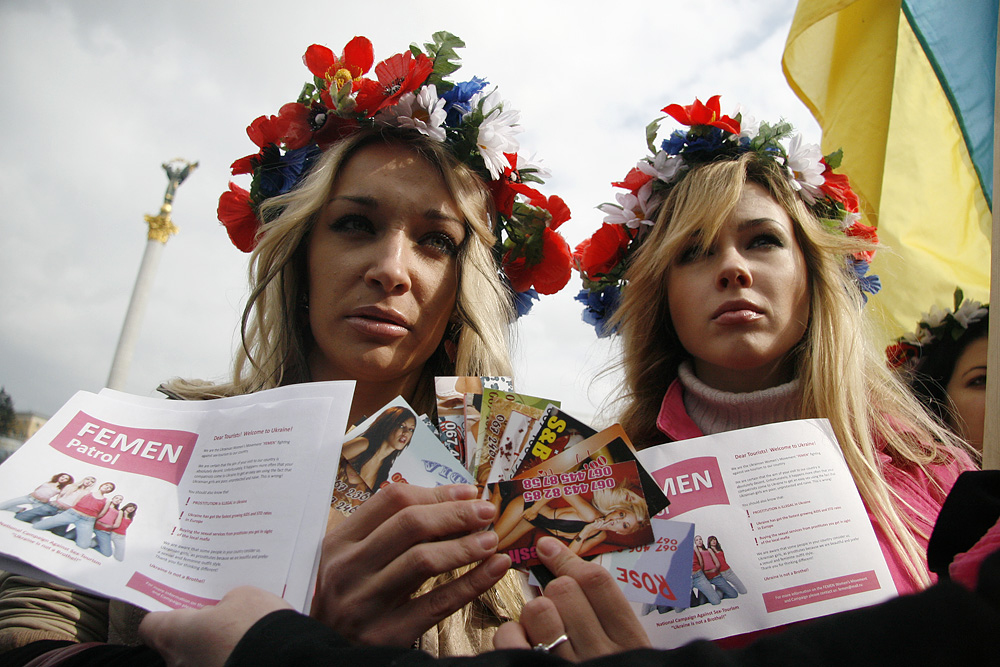
إينا شيفتشينكو (يسار) رُققة ألكسندرا شيفتشينكو خلال التحضير لحملة كييف عام 2010

لدى شيفتشينكو اتصال مع اثنين من أبرز نشطاء فيمن وهما آنا هوتسل وألكسندرا شيفتشينكو (لا علاقة قرابة بينهما) حيث التقى الثنائي على موقع التواصل الاجتماعي فكونتاكتي وانضما لفيمن أوائل عام 2009. أسّست آنا هوتسل مجموعة فيمن في كييف يوم 10 نيسان/أبريل 2008 مع اثنين من صديقاتها وهما ألكسندرا شيفشينكو وأوكسانا شاشكو في مسقط رأسها في خميلنيتسكايي. احتجت الحركة في البداية على القضايا التي تهم المرأة والطلاب ولكنها سرعان ما انتقلت إلى التظاهر ضد الاستغلال الجنسي للمرأة الأوكرانية. ظهرت إينا شيفتشينكو لأول مرة مع فيمن في 23 أيار/مايو 2009 في كييف وذلك في حملة ضد البغاء بشعار «أوكرانيا ليست بيت دعارة». في أواخر آب/أغسطس 2009 أصبحت أوكسانا شاشكو أول عضو في المجموعة تحتجُّ عارية ليُصبح هذا تكتيك المجموعة مطلع عام 2010. برّرت المجموعة هذا التكتيك من أجل الحصول على اهتمام وسائل الإعلام المحلية والعالمية. خلال المناقشات التي جرت داخل فيمن حول أخلاقية الظهور بشكل عاري تماما؛ عارضت إينا شيفتشينكو هذا التكتيك لكنّها اقتنعت به في نهاية المطاف. طُردت من عملها في مكتب بلدية كييف بعد القبض عليها بتهمة المشاركة في احتجاج ضد غياب المرأة في السياسة.

### اللجوء في فرنسا

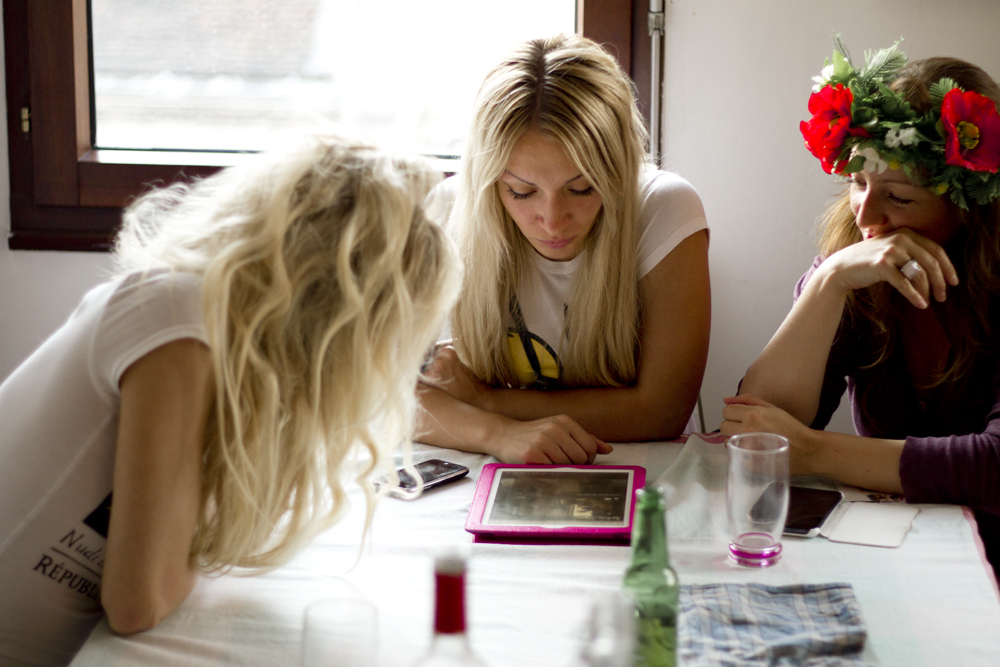
شيفتشينكو خلال تخطيطها لحملة في باريس

في 8 أيلول/سبتمبر 2012 احتجت شيفتشينكو خلال مهرجان جوجبوت في أنسخديه بهولندا وذلك احتجاجا على اعتقال فرقة بوسي ريوت.
في 18 أيلول/سبتمبر 2012 أنشأت شيفتشينكو مرفقّا خاصًا بفيمن فرنسا في باريس. في 26 أكتوبر/تشرين الأول 2012؛ أجرت شيفتشينكو مقابلة على الهواء مباشرة مع قناة الجزيرة وسُئلت: «أيهما أفضل للمرأة، العري أو بارنجا؟» فردت: «أُفضل العري فهو يعود للقرون الوسطى والأحكام المسبقة التي نعيشها اليوم في أوكرانيا هي الأخرى تعود للقرون الوسطى!»
حصلت شيفتشينكو في تموز/يوليو 2013 على حق اللجوء في فرنسا بسبب كم الهجمات الذي تعرضت له في أوكرانيا من قِبل سلطات البلد من جهة ومخابرات روسيا من جهة ثانية. عادة ما تحتج شيفتشينكو وهي عارية لكنها أكدت في أكثر من مرة أنها لا تود كشف ثدييها في كل مظاهرة. في كانون الأول/ديسمبر 2012 وضعت جلة مدام فيجارو الناشطة شيفتشينكو ضمن قائمة أفضل 20 سيدة مبدعة في العالم خلال تلك السنة.

### الخطابة
تحظى شيفتشينكو بشعبية كبيرة؛ حيث عادة ما تتكلم في المؤتمرات وتكتب عواميد في الصحافة الدولية. سبق لها وأن تحدثت وناشقت في موضوع حرية التعبير في كوبنهاجن بحلول 14 شباط/فبراير 2015 رفقة رسام الكاريكاتير لارس فيلكس. تحدثت أيضا عن قضية الوهم وعن تمتع كامل الناس بالحرية التي انحسرت عقب هجمات كوبنهاغن 2015.

## روابط خارجية
- إينا شيفتشينكو على موقع IMDb (الإنجليزية)
- إينا شيفتشينكو على موقع قاعدة بيانات الفيلم (الإنجليزية)